# Abbas Səhhət
Abbas Səhhət (1874, Şamaxı – 11. července 1918, Gjandža) byl ázerbájdžánský básník, dramatik a překladatel, zástupce romantismu v ázerbájdžánské literatuře.

## Život
Narodil se v rodině mully. Vystudoval medicínu v Mašhadu a Teheránu. Když se v roce 1901 vrátil do Şamaxı, postupně opustil medicínu a začal vyučovat ázerbájdžánský jazyk a literaturu ve školách, a pak na reálce. V té době začíná jeho literární činnost. Od roku 1903 začal publikovat v novinách Şərqi-Rus. V roce 1905 publikoval článek Jaká by měla být nová poezie? a pak básně Poetická řeč, Óda na svobodu a Hlas probuzení.
V roce 1912 byla zveřejněna sbírka básní Sınıq saz a sbírka překladů ruských a západoevropských básníků. Současně se objevila báseň Odvaha Ahmeda a v roce 1916 byla vydána romantická báseň Básník, múza a občan.
Səhhətovu poezii ovlivnily práce Háfize, Sa'dího, Gandžavího a dalších perských klasiků; současně je patrný v jeho dílech zájem o tureckou poezii, zejména o díla Tevfika Fikreta.